# 苑裡體育場
苑裡體育場（別稱：苑裡運動公園）位於台灣苗栗縣苑裡鎮客庄里中正路一段，於1997年1月啟用，內含有1座400公尺PU操場、2座籃球場、2座網球場、2座遊樂器材、以及噴水池。本場地處市區邊緣，不但視野佳，且四周道路便捷，地理條件優越，無論是全國性比賽或縣內活動都是最佳場所，可舉辦大型體育活動及大眾化活動，平時開放免費讓廣大民眾從事各類休閒運動。

## 包含

### 操場
- 為400公尺的PU操場，附近縣立苑裡高中因為沒有操場，而會至此使用。

### 籃球場
- 2座籃球場為標準規格的籃球場，其中1座為風雨球場，在一般的下課時間通常都有人使用。

### 網球場
- 2座網球場位於游泳池旁。

### 遊樂器材
- 原為一座，後來杜文卿鎮長又在旁便加蓋一座新的遊樂器材。

### 噴水池
- 每年暑假7月~8月的下午會有噴水池噴水出來。

### 廁所
- 新改建之後，裡面的小便斗及馬桶數量增加，晚上有彩色的燈圍繞著廁所四周。

## 整修
- 《苑裡鎮體育場臨時廁所週邊綠美化工程》施工期間為2011/09/01~2011/09/15，耗資465,000元，整修內容包括廁所及周邊草皮綠化。[3]

- 《苗栗縣苑裡鎮立體育場風雨球場增設工程》，於2017/05/17動工，完工日期為2017/10月，預算536,265元。[4]
- 苑裡鎮立體育場鋪設新跑道，於2018/01/04動工，預計四月份完工，預算880餘萬元。[5]

## 外部連結
全國運動場館資訊網
苗栗縣運動地圖資訊網 （页面存档备份，存于）
苑裡鎮立體育場Fandom